# Легка атлетика на літніх Олімпійських іграх 1960
Змагання з легкої атлетики на літніх Олімпійських іграх 1960 були проведені з 31 серпня по 8 вересня в Римі на Олімпійському стадіоні.
Старт та фініш марафонського бігу вперше в історії Ігор відбувався поза межами стадіону.
Обидві дисципліни спортивної ходьби були проведені на шосейних трасах, прокладених вулицями міста.

## Призери

### Чоловіки
| Дисципліни                              | Золото                                                                               | Золото             | Срібло                                                                          | Срібло             | Бронза                                                                      | Бронза             |
| --------------------------------------- | ------------------------------------------------------------------------------------ | ------------------ | ------------------------------------------------------------------------------- | ------------------ | --------------------------------------------------------------------------- | ------------------ |
| 100 метрів (вітер: 0,0 м/с)             | Армін Гарі · Об'єднана німецька команда                                              | 10,2 (10,32)       | Дейв Сайм · США                                                                 | 10,2 (10,35)       | Пітер Редфорд · Велика Британія                                             | 10,3 (10,42)       |
| 200 метрів                              | Лівіо Берруті · Італія                                                               | 20,5 (20,62)       | Лестер Карні · США                                                              | 20,6 (20,69)       | Абдулай Сей · Франція                                                       | 20,7 (20,83)       |
| 400 метрів                              | Отіс Девіс · США                                                                     | 44,9 (45,07)       | Карл Кауфманн · Об'єднана німецька команда                                      | 44,9 (45,08)       | Малкольм Спенс · Південно-Африканська Республіка                            | 45,5 (45,60)       |
| 800 метрів                              | Пітер Снелл · Нова Зеландія                                                          | 1.46,3 (1.46,48)   | Роже Мунс · Бельгія                                                             | 1.46,5 (1.46,55)   | Джордж Керр · Федерація Вест-Індії                                          | 1.47,1 (1.47,25)   |
| 1500 метрів                             | Герб Елліотт · Австралія                                                             | 3.35,6             | Мішель Жазі · Франція                                                           | 3.38,4             | Іштван Рожавельдьї · Угорщина                                               | 3.39,2             |
| 5000 метрів                             | Маррі Голберг · Нова Зеландія                                                        | 13.43,4 (13.43,76) | Ганс Гродоцкі · Об'єднана німецька команда                                      | 13.44,6 (13.45,01) | Казімеж Зімний · Польща                                                     | 13.44,8 (13.45,09) |
| 10000 метрів                            | Петро Болотников · СРСР                                                              | 28.32,2 (28.32,18) | Ганс Гродоцкі · Об'єднана німецька команда                                      | 28.37,0 (28.37,22) | Девід Пауер · Австралія                                                     | 28.38,2 (28.37,65) |
| 110 метрів з бар'єрами (вітер: 0,1 м/с) | Лі Калгун · США                                                                      | 13,8 (13,98)       | Вільям Мей · США                                                                | 13,8 (13,99)       | Гейс Джонс · США                                                            | 14,0 (14,17)       |
| 400 метрів з бар'єрами                  | Гленн Девіс · США                                                                    | 49,3 (49,51)       | Кліфтон Кушман · США                                                            | 49,6 (49,77)       | Дік Говард · США                                                            | 49,7 (49,90)       |
| 3000 метрів з перешкодами               | Здзіслав Кшишков'як · Польща                                                         | 8.34,2 (8.34,30)   | Микола Соколов · СРСР                                                           | 8.36,4 (8.36,55)   | Семен Ржищин · СРСР                                                         | 8.42,2 (8.42,34)   |
| 4×100 метрів                            | Об'єднана німецька команда Бернд Кулльманн Армін Гарі Вальтер Малендорф Мартін Лауер | 39,5 (39,66)       | СРСР Гусман Косманов Леонід Бартенєв Юрій Коновалов Едвін Озолін                | 40,1 (40,24)       | Велика Британія Пітер Редфорд Девід Джонс Девід Сігал Нік Вайтхед           | 40,2 (40,32)       |
| 4×400 метрів                            | США · Джек Єрман · Ерл Янг · Гленн Девіс · Отіс Девіс                                | 3.02,2 (3.02,37)   | Об'єднана німецька команда Йоагім Реске Манфред Кіндер Джо Кайзер Карл Кауфманн | 3.02,7 (3.02,84)   | Федерація Вест-Індії Малкольм Спенс Джим Веддерберн Кіт Гарднер Джордж Керр | 3.04,0 (3.04,13)   |
|                                         |                                                                                      |                    |                                                                                 |                    |                                                                             |                    |
| Марафон                                 | Абебе Бікіла · Ефіопія                                                               | 2:15.16,2          | Раді Бен Абдесселам · Марокко                                                   | 2:15.41,6          | Баррі Мегі · Нова Зеландія                                                  | 2:17.18,2          |
| Ходьба 20 кілометрів                    | Володимир Голубничий · СРСР                                                          | 1:34.07,2          | Ноел Фріман · Австралія                                                         | 1:34.16,4          | Стен Вікерс · Велика Британія                                               | 1:34.56,4          |
| Ходьба 50 кілометрів                    | Дон Томпсон · Велика Британія                                                        | 4:25.30,0          | Йон Юнггрен · Швеція                                                            | 4:25.47,0          | Абдон Памич · Італія                                                        | 4:27.55,4          |
|                                         |                                                                                      |                    |                                                                                 |                    |                                                                             |                    |
| Стрибки у висоту                        | Роберт Шавлакадзе · СРСР                                                             | 2,16               | Валерій Брумель · СРСР                                                          | 2,16               | Джон Томас · США                                                            | 2,14               |
| Стрибки з жердиною                      | Дон Брегг · США                                                                      | 4,70               | Рон Морріс · США                                                                | 4,60               | Елес Ландстрем · Швеція                                                     | 4,55               |
| Стрибки у довжину                       | Ральф Бостон · США                                                                   | 8,12               | Бо Роберсон · США                                                               | 8,11               | Ігор Тер-Овянесян · СРСР                                                    | 8,04               |
| Потрійний стрибок                       | Юзеф Шмідт · Польща                                                                  | 16,81              | Володимир Горяєв · СРСР                                                         | 16,63              | Вітольд Креєр · СРСР                                                        | 16,43              |
| Штовхання ядра                          | Білл Нідер · США                                                                     | 19,68              | Перрі О'Браєн · США                                                             | 19,11              | Даллас Лонг · США                                                           | 19,01              |
| Метання диска                           | Ел Ортер · США                                                                       | 59,18              | Рінк Бабка · США                                                                | 58,02              | Дік Кокран · США                                                            | 57,16              |
| Метання молота                          | Василь Руденков · СРСР                                                               | 67,10              | Дьюла Живоцький · Угорщина                                                      | 65,79              | Тадеуш Рут · Польща                                                         | 65,64              |
| Метання списа                           | Віктор Цибуленко · СРСР                                                              | 84,64              | Вальтер Крюгер · Об'єднана німецька команда                                     | 79,36              | Гергей Кульчар · Угорщина                                                   | 78,57              |
|                                         |                                                                                      |                    |                                                                                 |                    |                                                                             |                    |
| Десятиборство                           | Рейфер Джонсон · США                                                                 | 8392               | Ян Чуаньгуан · Республіка Китай                                                 | 8334               | Василь Кузнєцов · СРСР                                                      | 7809               |

### Жінки
| Дисципліни                             | Золото                                                              | Золото           | Срібло                                                                              | Срібло           | Бронза                                                                  | Бронза           |
| -------------------------------------- | ------------------------------------------------------------------- | ---------------- | ----------------------------------------------------------------------------------- | ---------------- | ----------------------------------------------------------------------- | ---------------- |
| 100 метрів (вітер: 2,8 м/с)            | Вілма Рудолф · США                                                  | 11,0 (11,18)     | Дороті Гайман · Велика Британія                                                     | 11,3 (11,43)     | Джузеппіна Леоне · Італія                                               | 11,3 (11,48)     |
| 200 метрів                             | Вілма Рудолф · США                                                  | 24,0 (24,13)     | Ютта Гайне · Об'єднана німецька команда                                             | 24,4 (24,58)     | Дороті Гайман · Велика Британія                                         | 24,7 (24,82)     |
| 800 метрів                             | Людмила Лисенко · СРСР                                              | 2.04,3 (2.04,50) | Бренда Джонс · Австралія                                                            | 2.04,4 (2.04,58) | Урсула Донат · Об'єднана німецька команда                               | 2.05,6 (2.05,73) |
| 80 метрів з бар'єрами (вітер: 0,0 м/с) | Ірина Пресс · СРСР                                                  | 10,8 (10,93)     | Кароль Квінтон · Велика Британія                                                    | 10,9 (10,99)     | Гізела Біркемеєр · Об'єднана німецька команда                           | 11,0 (11,13)     |
| 4×100 метрів                           | США · Марта Гадсон · Люсінда Вільямс · Барбара Джонс · Вілма Рудолф | 44,5 (44,72)     | Об'єднана німецька команда Марта Лангбайн Анні Біхль Брунгільде Гендрікс Ютта Гайне | 44,8 (45,00)     | Польща Тереса Цєпли Барбара Янішевська Целіна Єсьоновська Галина Ріхтер | 45,0 (45,19)     |
|                                        |                                                                     |                  |                                                                                     |                  |                                                                         |                  |
| Стрибки у висоту                       | Йоланда Балаш · Румунія                                             | 1,85             | Ярослава Юзвяковська · Польща Дороті Ширлі · Велика Британія                        | 1,71             | не вручалась                                                            |                  |
| Стрибки у довжину                      | Віра Крепкіна · СРСР                                                | 6,37             | Ельжбета Кшесіньська · Польща                                                       | 6,27             | Гільдрун Клаус · Об'єднана німецька команда                             | 6,21             |
| Штовхання ядра                         | Тамара Пресс · СРСР                                                 | 17,32            | Йоганна Люттге · Об'єднана німецька команда                                         | 16,61            | Ерлін Браун · США                                                       | 16,42            |
| Метання диска                          | Ніна Ромашкова · СРСР                                               | 55,10            | Тамара Пресс · СРСР                                                                 | 52,59            | Ліа Маноліу · Румунія                                                   | 52,36            |
| Метання списа                          | Ельвіра Озоліна · СРСР                                              | 55,98            | Дана Затопкова · Чехословаччина                                                     | 53,78            | Біруте Каледене · СРСР                                                  | 53,45            |

## Медальний залік
| Місце | Країна                     | Золото | Срібло | Бронза | Загалом |
| ----- | -------------------------- | ------ | ------ | ------ | ------- |
| 1     | США                        | 12     | 8      | 6      | 26      |
| 2     | СРСР                       | 11     | 5      | 5      | 21      |
| 3     | Об'єднана німецька команда | 2      | 8      | 3      | 13      |
| 4     | Польща                     | 2      | 2      | 3      | 7       |
| 5     | Нова Зеландія              | 2      | 0      | 1      | 3       |
| 6     | Велика Британія            | 1      | 3      | 4      | 8       |
| 7     | Австралія                  | 1      | 2      | 1      | 4       |
| 8     | Італія                     | 1      | 0      | 2      | 3       |
| 9     | Румунія                    | 1      | 0      | 1      | 2       |
| 10    | Ефіопія                    | 1      | 0      | 0      | 1       |
| 11    | Угорщина                   | 0      | 1      | 2      | 3       |
| 12    | Франція                    | 0      | 1      | 1      | 2       |
| 13    | Бельгія                    | 0      | 1      | 0      | 1       |
| 13    | Чехословаччина             | 0      | 1      | 0      | 1       |
| 13    | Марокко                    | 0      | 1      | 0      | 1       |
| 13    | Формоза                    | 0      | 1      | 0      | 1       |
| 13    | Швеція                     | 0      | 1      | 0      | 1       |
| 18    | Федерація Вест-Індії       | 0      | 0      | 2      | 2       |
| 19    | Фінляндія                  | 0      | 0      | 1      | 1       |
| 19    | Південно-Африканський Союз | 0      | 0      | 1      | 1       |